# Ettore Zini (calciatore 1921)
Ettore Zini (Modena, 26 novembre 1921 – Modena, 6 ottobre 1999) è stato un calciatore e dirigente sportivo italiano, di ruolo portiere.

## Carriera
Ha giocato nella massima serie italiana nella prima stagione post-guerra, quando difese la porta del Modena in 6 occasioni.
Terminata la carriera agonistica, fu anche dirigente della squadra di pallamano della sua città natale.

## Palmarès

### Club

#### Competizioni nazionali
- Serie B: 1

Modena: 1942-1943
- Scudetto Dilettanti: 1

Catanzaro: 1952-1953